# NGC 5353
NGC 5353 est une galaxie lenticulaire située dans la constellation des Chiens de chasse. Sa vitesse par rapport au fond diffus cosmologique est de 2 510 ± 13 km/s, ce qui correspond à une distance de Hubble de 37,0 ± 2,6 Mpc (∼121 millions d'al). NGC 5353 a été découverte par l'astronome germano-britannique William Herschel en 1788.
NGC 5353 présente une large raie HI. C'est possiblement une galaxie active (AGN) de type Seyfert.
À ce jour, sept mesures non basées sur le décalage vers le rouge (redshift) donnent une distance de 27,129 ± 6,277 Mpc (∼88,5 millions d'al), ce qui est légèrement à l'extérieur des valeurs de la distance de Hubble. Notons que c'est avec la valeur moyenne des mesures indépendantes, lorsqu'elles existent, que la base de données NASA/IPAC calcule le diamètre d'une galaxie et qu'en conséquence le diamètre de NGC 5353 pourrait être d'environ 30,2 kpc (∼98 500 al) si on utilisait la distance de Hubble pour le calculer.

## Groupe compact de Hickson 68

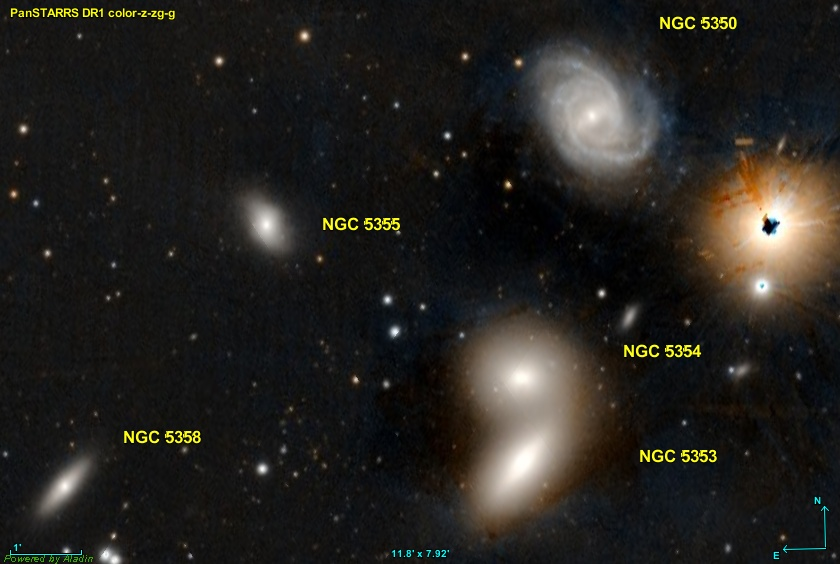
Les cinq galaxies du groupe compact de Hickson 68.

Le groupe compact de Hickson 68 comprend cinq galaxies, dont une est spirale et quatre lenticulaires. Ces galaxies sont HCG 68A (NGC 5353), HCG 68B (NGC 5354), HCG 68C (NGC 5350), HCG 68D (NGC 5355) et HCG 68E (NGC 5358). Les distances des galaxies de ce groupe varient de 121 à 133 millions d'années-lumière et  quatre d'entre elles font partie du groupe de NGC 5371 en compagnie de 13 autres galaxies. La cinquième galaxie, NGC 5353 fait partie du groupe de NGC 5383.

## Groupe de NGC 5383
Selon A.M. Garcia, la galaxie NGC 5353 fait partie du groupe de NGC 5383. Ce groupe de galaxies compte au moins quatre membres. Les trois autres galaxies du groupe sont NGC 5337, NGC 5362 et NGC 5383.
D'autre part, Abraham Mahtessian place ces quatre galaxies dans un autre groupe, celui de NGC 5371, un groupe également mentionné par Garcia.